# Función miembro (matemática)

Imagen de un ejemplo de una función miembro.

En matemáticas, la función de pertenencia de un conjunto borroso es una generalización de la función indicadora para conjuntos clásicos. En lógica borrosa, representa el grado de verdad como una extensión de la valoración . Los grados de verdad a menudo se confunden con las probabilidades, aunque son conceptualmente distintos, porque la verdad borrosa representa la pertenencia a conjuntos vagamente definidos, no la probabilidad de algún evento o condición. Las funciones de pertenencia fueron introducidas por Zadeh en el primer artículo sobre conjuntos borrosos (1965). Zadeh, en su teoría de conjuntos borrosos, propuso utilizar una función de pertenencia (con un rango que cubre el intervalo [0,1]) que opera en el dominio de todos los valores posibles.

## Definición
Para cualquier conjunto {\displaystyle X}, una función de pertenencia en {\displaystyle X} es cualquier función de {\displaystyle X} en el intervalo unitario real {\displaystyle [0,1]} .
Las funciones de pertenencia representan subconjuntos borrosos de {\displaystyle X}[cita requerida] . La función de pertenencia que representa un conjunto borroso {\displaystyle {\tilde {A}}} generalmente se denota por {\displaystyle \mu _{A}}. para un elemento {\displaystyle x} de {\displaystyle X}, el valor {\displaystyle \mu _{A}(x)} se llama el grado de pertenencia de {\displaystyle x} en el conjunto borroso {\displaystyle {\tilde {A}}.} El grado de pertenencia {\displaystyle \mu _{A}(x)} cuantifica el grado de pertenencia del elemento {\displaystyle x} al conjunto borroso {\displaystyle {\tilde {A}}.} El valor 0 significa que {\displaystyle x} no es miembro del conjunto borroso; el valor 1 significa que {\displaystyle x} es miembro del conjunto difuso. Los valores entre 0 y 1 caracterizan a los miembros borrosos, que pertenecen al conjunto borroso solo parcialmente.
A veces, se usa una definición más general, donde las funciones de membresía toman valores en una estructura o álgebra fija arbitraria {\displaystyle L}  ; por lo general se requiere que {\displaystyle L} ser al menos un conjunto parcialmente ordenado o retículo . Las funciones de pertenencia habituales con valores en [0,1] son entonces llamados funciones de pertenencia valoradas en [0,1].

## Capacidad
Consulte el artículo sobre Capacidad de un conjunto para obtener una definición estrechamente relacionada en matemáticas.
Una aplicación de las funciones de pertenencia es como las capacidades en la teoría de la decisión .
En la teoría de la decisión, una capacidad se define como una función, {\displaystyle \nu } de S, el conjunto de subconjuntos de algún conjunto, en {\displaystyle [0,1]}, tal que {\displaystyle \nu } es monótono en conjunto y está normalizado (es decir, {\displaystyle \nu (\emptyset )=0,\nu (\Omega )=1).} Esta es una generalización de la noción de una medida de probabilidad, donde se debilita el axioma de probabilidad de aditividad contable. Una capacidad se usa como una medida subjetiva de la probabilidad de un evento, y el "valor esperado " de un resultado dada una cierta capacidad se puede encontrar tomando la integral de Choquet sobre la capacidad.